# Entrevernes
Entrevernes é uma comuna francesa na região administrativa de Auvérnia-Ródano-Alpes, no departamento da Alta Saboia. Estende-se por uma área de 8.31 km². Em 2010 a comuna tinha 217 habitantes (densidade: 26,1 hab./km²).